# Клональна колонія
Клональна колонія ― група генетично ідентичних особин (рослини, гриби, бактерії), вирощені в одному місці, що розмножуються вегетативним, а не статевим шляхом.  У рослин особа такої популяції називається рамет. У грибів розвиваються із загального міцелію(грибниця), прихованого ґрунтом. Клональні колонії розповсюджені в багатьох видів рослин.  Хоча частина з них розмножується статевим шляхом за допомогою насіння, розмноження може здійснюватися в деяких випадках підземними столонами й кореневищами.  Над землею ці рослини здаються окремими особами, тому їх доволі важко розпізнати.

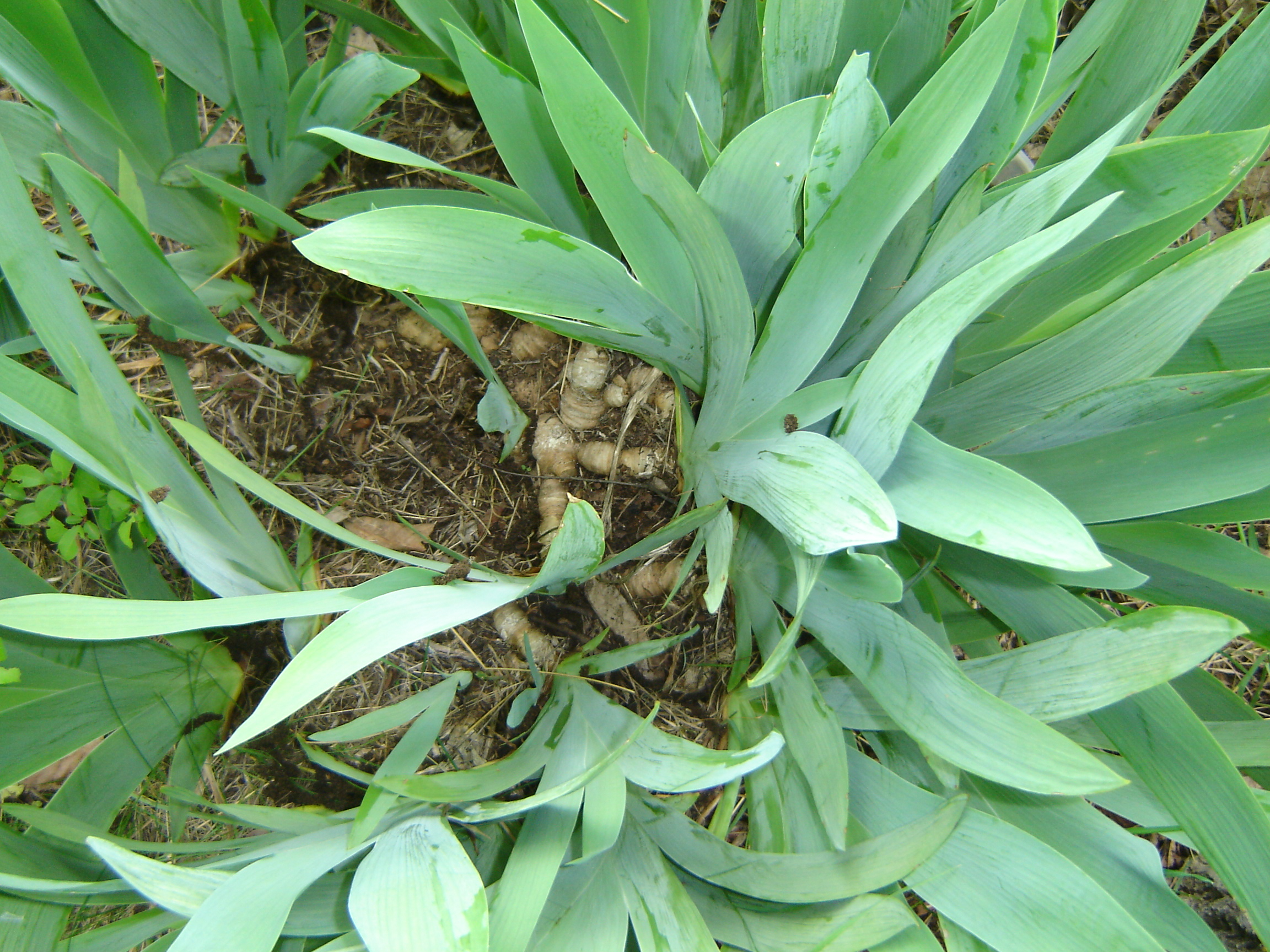